# Koszykarska Liga Azerbejdżanu
Koszykarska Liga Azerbejdżanu – liga reprezentująca najwyższą klasę rozgrywek koszykarskich w Azerbejdżanie.

## Zespoły
Stan na 20 marca 2014
| Klub                     | Misato      |
| ------------------------ | ----------- |
| Gala-Atena BC            | Baku        |
| NTL-Maxiss               | Nachiczewań |
| Gandża                   | Gandża      |
| BC Aztop                 | Baku        |
| AzDBTIA                  | Baku        |
| Baki Dovlet Universiteti |             |

## Mistrzowie
| Rok  | Mistrz                   |
| ---- | ------------------------ |
| 1994 | BC Mahsul Baku           |
| 1995 | BC Mahsul Baku           |
| 1996 | BC Mahsul Baku           |
| 1997 | BC Anarbank Baku         |
| 1998 | BC AZANS Baku            |
| 1999 | BC AZANS Baku            |
| 2000 | BC Bakili Baku           |
| 2001 | BC Qarb Univetsitesi     |
| 2002 | BC NTD Servis-Devon Baku |
| 2003 | BC Gala Baku             |
| 2004 | BC Gala Baku             |
| 2005 | BC Gala Baku             |
| 2006 | BC Gala Baku             |
| 2007 | BC NTD Servis-Devon Baku |
| 2008 | BC NTD Servis-Devon Baku |
| 2009 | Araz Nakchivan           |
| 2010 | BC Araz Nakchivan        |
| 2011 | BC Araz Nakchivan        |
| 2012 | BC Gala Baku             |
| 2013 | BC Gala Baku             |
| 2014 | BC Gala Baku             |
| 2015 | Gala-Atena BC Baku       |
| 2016 | BC Aztop Baku            |